# Котлер, Филип
Фи́лип Ко́тлер (англ. Philip Kotler; род. 27 мая 1931 года, Чикаго, США) — американский экономист и маркетолог. Профессор международного маркетинга Келлоггской школы менеджмента Северо-Западного университета. Автор более чем 80 книг по классическому маркетингу и управлению. Известен как популяризатор определения и Теории 4P.

## Биография
Родители Котлера, Бетти и Морис, жили в Российской империи на территории современной Украины, а после революции 1917 года эмигрировали в Чикаго. Именно в Чикаго родился Филип, старший из трех сыновей.
Филип проучился два года в Университете Де Поля, откуда был переведен в Чикагский университет
и в 1953 году получил степень магистра экономики, а в 1956 году степень доктора философии по экономике в Массачусетском технологическом институте. Постдокторантуру Котлер проходил в Гарварде и том же Чикагском университете.

## Научная и преподавательская деятельность
Автор многих книг по маркетингу и менеджменту, свыше 100 статей для ведущих журналов. Основная его заслуга в том, что он собрал воедино и систематизировал все знания о маркетинге, которые до этого относились к совершенно различным наукам. Его книга «Основы маркетинга» на 2009 год переиздавалась 9 раз и является своеобразной «Библией» по маркетингу. Его учебники изданы тиражом более 3 млн экземпляров на 20 языках и почитаются как библия маркетинга в 58 странах мира.

## Награды
Имеет множество званий и наград за выдающийся вклад в маркетинг.
Единственный автор, трижды удостоенный ежегодной премии Альфа Каппа Пси, присваиваемой за лучшую статью для Journal of Marketing.
Имеет почётную докторскую степень Стокгольмского университета, Цюрихского университета, Афинской школы экономики, Университета ДеПоля и Школы экономики в Кракове. 13 марта 2014 был удостоен степени почётного доктора Российского экономического университета имени Г. В. Плеханова.

## Семья
У Филипа Котлера есть два брата, Милтон и Нил. Филип женат на Нэнси Келлум с 1955 года. У них есть три дочери, Эми, Мелисса и Джессика, и девять внуков.

## Основные работы
- Kotler Ph. Marketing Essentials. Hoboken: Prentice-Hall, 1984. 556 p.

### На русском языке
- Котлер Ф. Основы маркетинга. — М.: Прогресс, 1990 (перевод В. Б. Боброва)
- Котлер Ф., Джайн Д. К., Мэйсинси С. Маневры маркетинга. Современные подходы к прибыли, росту и обновлению — М.: Олимп-Бизнес, 2003—224 с. — ISBN 1-57851-600-5 (англ. Marketing Moves: A New Approach to Profits, Growth & Renewal)
- Котлер Ф., Картаджайя Х., Сетиаван А.Маркетинг 4.0 : разворот от традиционного к цифровому / Филип Котлер, Хермаван Картаджайя, Айван Сетиаван; пер. с англ. М. Хорошиловой. — М.: Бомбора, 2019. — 220 с. (Top business awards). ISBN 978-5-04-096861-9 : 2000 экз.
- Котлер Ф., Сетиаван А., Картаджайа Х. Маркетинг 5.0. Технологии следующего поколения  /  Филип Котлер, Хермаван Картаджайя, Айван Сетиаван; пер. с англ. А.Горман. - Москва : Эксмо, 2022. - 272 с. - (Атланты маркетинга). ISBN 978-5-04-121305-3  : 3000 экз.